# Pseudatteria
Pseudatteria là một chi bướm đêm thuộc họ Tortricidae.

## Các loài
- Pseudatteria analoga  Obraztsov, 1966
- Pseudatteria ardoris  Obraztsov, 1966
- Pseudatteria bradleyi  Obraztsov, 1966
- Pseudatteria buckleyi  Druce, 1901
- Pseudatteria cantharopa  Meyrick, 1909
- Pseudatteria chrysanthema  Meyrick, 1912
- Pseudatteria cladodes  Walsingham, 1914
- Pseudatteria dictyanthes  Meyrick, 1936
- Pseudatteria dognini  Obraztsov, 1966
- Pseudatteria fumipennis  Dognin, 1904
- Pseudatteria heliocausta  Dognin, 1912
- Pseudatteria igniflora  Meyrick, 1930
- Pseudatteria leopardina  Butler, 1872
- Pseudatteria maenas  Meyrick, 1924
- Pseudatteria marmarantha  Meyrick, 1924
- Pseudatteria myriocosma  Meyrick, 1930
- Pseudatteria pantherina  Felder & Rogenhofer, 1875
- Pseudatteria pseudomaenas  Obraztsov, 1966
- Pseudatteria shafferi  Obraztsov, 1966
- Pseudatteria splendens  Druce, 1901
- Pseudatteria symplacota  Meyrick, 1930
- Pseudatteria tremewani  Obraztsov, 1966
- Pseudatteria unicana  Dognin, 1904
- Pseudatteria volcanica  Butler, 1872